# Полянский, Валентин Валентинович
Валентин Валентинович Полянский (16 июля 1954, Липецкая область — 3 января 2009, Москва) — полковник ВДВ, Герой России.

## Биография
Родился 16 июля 1954 года в селе Пиково Чаплыгинского района Липецкой области.
В 1975 году окончил Свердловское высшее военно-политическое танко-артиллерийское училище. Служил в частях ВДВ в должностях от командира взвода до заместителя командира дивизии.
Окончил Военно-политическую академию им. В. И. Ленина и Высшие командные офицерские курсы «Выстрел».
Звание Герой Российской Федерации получил за штурм высоты, захваченной боевиками Хаттаба во время нападения в 1999 году на Дагестан.
Покончил с собой, застрелившись из наградного пистолета «ПМ» с гравировкой от министра обороны Российской Федерации 3 января 2009.